# Qairat Qoschamscharow
Qairat Perneschuly Qoschamscharow (kasachisch Қайрат Пернешұлы Қожамжаров, russisch Кайрат Пернешович Кожамжаров; * 24. März 1964 in Dschambul, Kasachische SSR) ist ein kasachischer Politiker.

## Leben
Er absolvierte 1987 die Staatliche Schdanow-Universität Leningrad als Rechtsanwalt.
Nach seinem Universitätsabschluss arbeitete er bis 1995 in verschiedenen Positionen bei verschiedenen Strafverfolgungsbehörden im Gebiet Schambyl. Ab September 1995 arbeitete er für die kasachische Zollbehörde und von Juli 1999 an war er Oberinspektor für besonders wichtige Fälle, stellvertretender Chef des zweiten Lenkungsausschusses der Steuerpolizei des Ministeriums für Staatseinnahmen Kasachstans sowie stellvertretender Leiter der Untersuchungsabteilung der Steuerpolizei des Ministeriums für Staatseinnahmen. Von Februar 2002 bis Mai 2004 war er stellvertretender Leiter der Abteilung zur Bekämpfung von Wirtschafts- und Korruptionsverbrechen (Finanzpolizei) in Almaty und anschließend bis Januar 2007 Leiter der Abteilung zur Bekämpfung von Wirtschafts- und Korruptionsverbrechen (Finanzpolizei) des Gebietes Aqtöbe. Im Anschluss daran wurde er zuerst stellvertretender Vorsitzender der kasachischen Agentur zur Bekämpfung von Wirtschafts- und Korruptionsverbrechen und ab dem 12. Dezember 2008 war er deren Vorsitzender. Am 21. Januar 2012 wurde er zum Äkim (Gouverneur) des Gebietes Aqmola ernannt. Diesen Posten hatte er nur rund ein Jahr inne, bevor er im Januar 2013 Assistent des kasachischen Präsidenten und Sekretär des Sicherheitsrates wurde. Vom 6. August 2014 an war Qoschamscharow Vorsitzender der Agentur für den öffentlichen Dienst und Korruptionsbekämpfung. Vom 11. Dezember 2015 an war er Vorsitzender des nationalen Anti-Korruptionsbüros. Am 11. Dezember 2017 wurde er Generalstaatsanwalt Kasachstans.
Seit dem 19. März 2019 ist er Abgeordneter im kasachischen Senat.